# 창무관
창무관(彰武館)은 윤병인과 이남석이 창시한 한국 무술의 한 양식이다.

## 같이 보기
- 태권도 원조 사범
- 관 (무술)
- 한국 무술